# Ruprecht Bavorský
Ruprecht Bavorský (18. květen 1869, Mnichov – 2. srpna 1955, Starnberg; celým jménem Rupprecht Maria Luitpold Ferdinand) byl v letech 1913 až 1918 poslední bavorský korunní princ a od roku 1921 do své smrti v roce 1955 byl hlavou dynastie Wittelsbachů a pretendent bavorského trůnu. Ruprecht se narodil v roce 1869 jako nejstarší syn bavorského prince (později posledního bavorského krále) Ludvíka (III.) a jeho ženy Marie Terezy Modenské. Od mládí sloužil ve vojsku a za první světové války byl v hodnosti polního maršála jedním z vrchních velitelů německé armády na západní frontě.

## Životopis

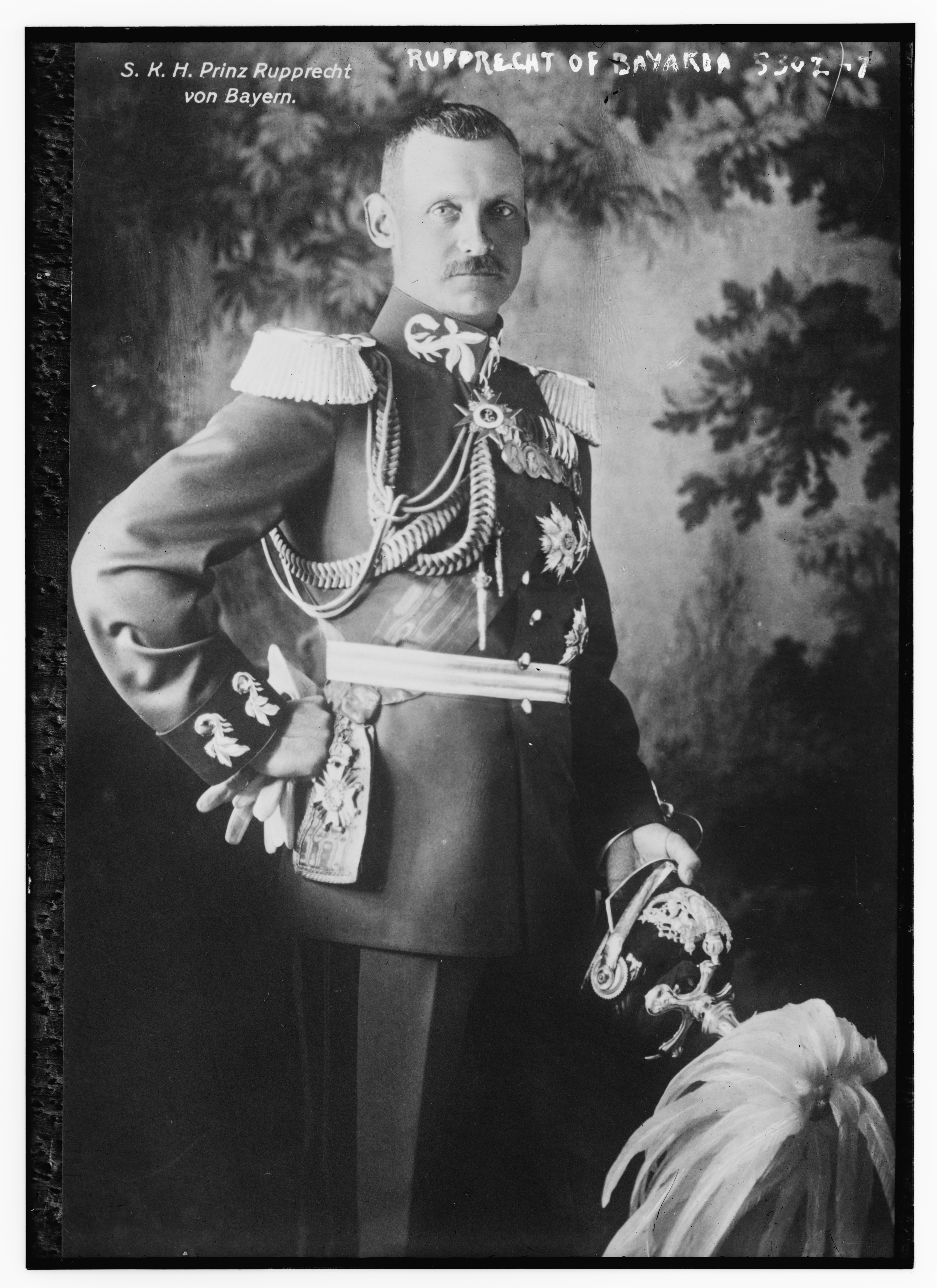
Fotografie prince Ruprechta z roku 1900

Dětství strávil převážně na zámku Leutstetten u Starnberského jezera a ve vile v Lindau u Bodamského jezera. Jako první z královské rodiny navštěvoval veřejnou střední školu (Maximiliangymnasium ve Schwabingu u Mnichova). V roce 1886 vstoupil do armády v hodnosti poručíka a vystřídal službu u různých posádek. Díky své příslušnosti ke královské rodině absolvoval rychlý služební postup (major a podplukovník 1896, plukovník 1899) a již v roce 1900 byl povýšen do hodnosti generálmajora. V letech 1902–1903 procestoval východní Asii, kde studoval vojenství, ale zajímal se také o kulturu. Zájem o umění projevil také častými cestami do Itálie a vybudováním sbírky renesančního malířství. V roce 1911 byl jmenován čestným členem Bavorské akademie věd. Po nástupu svého otce Ludvíka na trůn v roce 1913 se stal korunním princem Bavorského království, což přineslo řadu dalších reprezentačních povinností.
Mezitím nadále postupoval v armádní hierarchii, stal se generálporučíkem (1903), od roku 1906 byl velitelem 1. armádního sboru v Mnichově v hodností generála pěchoty a v roce 1913 byl povýšen na generálplukovníka. Na začátku první světové války převzal velení 6. německé armády na Západní frontě, kde se střídavými úspěchy bojoval proti vojskům Trojdohody. Již v roce 1914 se dostal do kompetenčních sporů s náčelníkem generálního štábu von Falkenhaynem, během roku 1915 se mu ale podařilo vybojovat několik vítězství. Dne 1. srpna 1916 získal hodnost bavorského a pruského polního maršála a krátce poté převzal vrchní velením skupiny armád Kronprinz Rupprecht. Po porážce u Verdunu začal být skeptický k možnosti německého vítězství a začal naléhat na svého otce a bavorskou vládu, aby zahájili mírová jednání. Postu vrchního velitele se vzdal formálně až po uzavření příměří 11. listopadu 1918. Závěr první světové války a zánik Německého císařství jej zastihl v Belgii, odkud se pod cizím jménem vrátil do Bavorska.
Na základě závěrů Versailleské mírové smlouvy měl být souzen za válečné zločiny, po převedení causy na německý říšský soud bylo ale od jeho stíhání upuštěno. S rodinou střídal pobyty na několika zámcích v Bavorsku, soukromý majetek Wittelsbachů byl však zestátněn. Proti tomu Ruprecht protestoval a požadavky na odškodnění nakonec vedly ke zřízení kompenzačního fondu (Stiftung Wittelsbacher Ausgleichsfonds), z jehož příjmů byla bývalé královské rodině vyplácena apanáž. Kromě toho zdědil v roce 1919 po matce velkostatek Ivanovice na Hané v Československu. Ten byl kompletně vyvlastněn během pozemkové reformy, také zde princ Ruprecht nesouhlasil s výší vyplacené finanční náhrady (která činila 4 000 korun za hektar) a hodlal se s Československou republikou soudit na mezinárodní úrovni, nakonec ale došlo ke smírnému řešení.
Během třicátých let se princ Ruprecht dostal do plánů bavorských politiků s cílem převzetí funkce generálního komisaře. Vzájemné nepřátelství s Adolfem Hitlerem však Ruprechta přivedlo do kontaktů s opozicí na hranici ilegality a na pozvání italského krále Viktora Emanuela III. pobýval od roku 1939 v Itálii. Období druhé světové války strávil převážně ve Florencii. V roce 1945 se vrátil do Bavorska, kde se věnoval převážně charitě, případné pokusy bavorských monarchistů o obnovení království ztroskotaly na zásadním nesouhlasu americké okupační armády v Německu. Zemřel 2. srpna 1955 ve věku 86 let na zámku Leutstetten u Starnberg a přestože od zániku monarchie uplynulo bezmála čtyřicet let, se souhlasem bavorské zemské vlády byl pohřben s královskými poctami.
Jako bavorský princ byl nositelem všech záslužných řádů Bavorského království (Řád sv. Huberta, Řád Maxe Josefa, Vojenský záslužný řád), za první světové války obdržel prestižní pruský řád Pour le Mérite. V roce 1900 se stal také rytířem Řádu zlatého rouna.
Přes svou matku byl korunní princ Ruprecht nejbližším dědicem vymřelého rodu Stuartovců a tím pádem byl jakobity považován za právoplatného krále Anglie, Skotska a Irska. Jakobité ho od roku 1919, kdy zemřela jeho matka, považovali za krále Roberta I. (Anglie, Irsko) a IV. (Skotsko). Zároveň byl nejbližším dědicem zaniklého modenského vévodství. Tyto nároky ale Ruprecht fakticky nikdy neuplatňoval.

## Rodina
Korunní princ Ruprecht byl dvakrát ženatý. Jeho první ženou byla od roku 1900 jeho vzdálená sestřenice Marie Gabriela Bavorská (1878–1912):
- Luitpold Maximilian Ludwig Karl (8. května 1901 – 27. srpna 1914)
- Irmingard (21. září 1902 – 21. dubna 1903)
- Albrecht, vévoda bavorský (3. května 1905 – 8. července 1996)
- mrtvě narozená dcera (6. prosince 1906)
- Rudolf Friedrich Rupprecht (30. května 1909 – 26. června 1912)

Po skončení první světové války v roce 1921 se Ruprecht podruhé oženil. Jeho druhou ženou se stala mladší sestra lucemburské velkovévodkyně princezna Antonie (1899–1954):
- Heinrich Franz Wilhelm (28. března 1922 – 14. února 1958), ⚭ 1951 Anne Marie de Lustrac (27. září 1927 – 16. srpna 1999)
- Irmingard Marie Josefa Bavorská (29. května 1923 – 23. října 2010), ⚭ 1950 Ludvík Bavorský (22. června 1913 – 17. října 2008)
- Editha Marie Gabrielle Anna (16. září 1924 – 4. května 2013), 1. ⚭ Tito Tommaso Maria Brunetti (1905–1954), 2. ⚭ Gustav Christian Schimert (1910–1990)
- Hilda Hildegard Marie Gabriele (24. března 1926 – 5. května 2002), ⚭ 1949 Juan Bradstock Edgar Lockett de Loayza (1912–1987)
- Gabrielle Adelgunde Marie Theresia Antonia (10. května 1927 – 19. dubna 2019), ⚭ 1953 Karel, vévoda z Croÿ (1914 –2011)
- Sophie Marie Therese (* 20. června 1935), ⚭ 1955 vévoda Jean-Engelbert z Arenbergu (1921–2011)

## Tituly
- 18. květen 1869 – 5. listopad 1913: Jeho královská Výsost Princ Ruprecht Bavorský
- 5. listopad 1913 – 18. říjen 1921: Jeho královská Výsost Korunní princ Bavorský
- 18. říjen 1921 – 2. srpen 1955: Jeho královská Výsost Korunní princ Ruprecht, vévoda bavorský, francký a švábský, hrabě rýnský

## Původ
|                   |                                              |  |                                      |                                              |  |  |  |  |  |  |  | Maxmilián I. Josef Bavorský |
|                   |                                              |  |                                      |                                              |  |  |  |  |  |  |  |                             |
|                   | Ludvík I. Bavorský                           |  |                                      |                                              |  |  |  |  |  |  |  |                             |
|                   |                                              |  |                                      |                                              |  |  |  |  |  |  |  |                             |
|                   |                                              |  |                                      | Augusta Vilemína Marie Hesensko-Darmstadtská |  |  |  |  |  |  |  |                             |
|                   |                                              |  |                                      |                                              |  |  |  |  |  |  |  |                             |
|                   | Luitpold Bavorský                            |  |                                      |                                              |  |  |  |  |  |  |  |                             |
|                   |                                              |  |                                      |                                              |  |  |  |  |  |  |  |                             |
|                   |                                              |  |                                      | Fridrich Sasko-Altenburský                   |  |  |  |  |  |  |  |                             |
|                   |                                              |  |                                      |                                              |  |  |  |  |  |  |  |                             |
|                   | Tereza Sasko-Hildburghausenská               |  |                                      |                                              |  |  |  |  |  |  |  |                             |
|                   |                                              |  |                                      |                                              |  |  |  |  |  |  |  |                             |
|                   |                                              |  |                                      | Šarlota Georgina Meklenbursko-Střelická      |  |  |  |  |  |  |  |                             |
|                   |                                              |  |                                      |                                              |  |  |  |  |  |  |  |                             |
|                   | Ludvík III. Bavorský                         |  |                                      |                                              |  |  |  |  |  |  |  |                             |
|                   |                                              |  |                                      |                                              |  |  |  |  |  |  |  |                             |
|                   |                                              |  |                                      | Ferdinand III. Toskánský                     |  |  |  |  |  |  |  |                             |
|                   |                                              |  |                                      |                                              |  |  |  |  |  |  |  |                             |
|                   | Leopold II. Toskánský                        |  |                                      |                                              |  |  |  |  |  |  |  |                             |
|                   |                                              |  |                                      |                                              |  |  |  |  |  |  |  |                             |
|                   |                                              |  |                                      | Luisa Marie Amélie Tereza Neapolsko-Sicilská |  |  |  |  |  |  |  |                             |
|                   |                                              |  |                                      |                                              |  |  |  |  |  |  |  |                             |
|                   | Augusta Ferdinanda Toskánská                 |  |                                      |                                              |  |  |  |  |  |  |  |                             |
|                   |                                              |  |                                      |                                              |  |  |  |  |  |  |  |                             |
|                   |                                              |  |                                      | Maximilián, dědičný princ Saska              |  |  |  |  |  |  |  |                             |
|                   |                                              |  |                                      |                                              |  |  |  |  |  |  |  |                             |
|                   | Marie Anna Saská                             |  |                                      |                                              |  |  |  |  |  |  |  |                             |
|                   |                                              |  |                                      |                                              |  |  |  |  |  |  |  |                             |
|                   |                                              |  |                                      | Karolína Marie Tereza Parmská                |  |  |  |  |  |  |  |                             |
|                   |                                              |  |                                      |                                              |  |  |  |  |  |  |  |                             |
| Ruprecht Bavorský |                                              |  |                                      |                                              |  |  |  |  |  |  |  |                             |
|                   |                                              |  |                                      |                                              |  |  |  |  |  |  |  |                             |
|                   |                                              |  | Ferdinand Karel Habsbursko-Lotrinský |                                              |  |  |  |  |  |  |  |                             |
|                   |                                              |  |                                      |                                              |  |  |  |  |  |  |  |                             |
|                   | František IV. Modenský                       |  |                                      |                                              |  |  |  |  |  |  |  |                             |
|                   |                                              |  |                                      |                                              |  |  |  |  |  |  |  |                             |
|                   |                                              |  |                                      | Marie Beatrice d'Este                        |  |  |  |  |  |  |  |                             |
|                   |                                              |  |                                      |                                              |  |  |  |  |  |  |  |                             |
|                   | Ferdinand Karel Viktor Rakouský-Este         |  |                                      |                                              |  |  |  |  |  |  |  |                             |
|                   |                                              |  |                                      |                                              |  |  |  |  |  |  |  |                             |
|                   |                                              |  |                                      | Viktor Emanuel I.                            |  |  |  |  |  |  |  |                             |
|                   |                                              |  |                                      |                                              |  |  |  |  |  |  |  |                             |
|                   | Marie Beatrice Savojská                      |  |                                      |                                              |  |  |  |  |  |  |  |                             |
|                   |                                              |  |                                      |                                              |  |  |  |  |  |  |  |                             |
|                   |                                              |  |                                      | Marie Tereza Rakouská-Este                   |  |  |  |  |  |  |  |                             |
|                   |                                              |  |                                      |                                              |  |  |  |  |  |  |  |                             |
|                   | Marie Tereza Modenská                        |  |                                      |                                              |  |  |  |  |  |  |  |                             |
|                   |                                              |  |                                      |                                              |  |  |  |  |  |  |  |                             |
|                   |                                              |  |                                      | Leopold II.                                  |  |  |  |  |  |  |  |                             |
|                   |                                              |  |                                      |                                              |  |  |  |  |  |  |  |                             |
|                   | Josef Habsbursko-Lotrinský                   |  |                                      |                                              |  |  |  |  |  |  |  |                             |
|                   |                                              |  |                                      |                                              |  |  |  |  |  |  |  |                             |
|                   |                                              |  |                                      | Marie Ludovika Španělská                     |  |  |  |  |  |  |  |                             |
|                   |                                              |  |                                      |                                              |  |  |  |  |  |  |  |                             |
|                   | Alžběta Františka Marie Habsbursko-Lotrinská |  |                                      |                                              |  |  |  |  |  |  |  |                             |
|                   |                                              |  |                                      |                                              |  |  |  |  |  |  |  |                             |
|                   |                                              |  |                                      | Ludvík Württemberský                         |  |  |  |  |  |  |  |                             |
|                   |                                              |  |                                      |                                              |  |  |  |  |  |  |  |                             |
|                   | Marie Dorotea Württemberská                  |  |                                      |                                              |  |  |  |  |  |  |  |                             |
|                   |                                              |  |                                      |                                              |  |  |  |  |  |  |  |                             |
|                   |                                              |  |                                      | Henrietta Nasavsko-Weilburská                |  |  |  |  |  |  |  |                             |
|                   |                                              |  |                                      |                                              |  |  |  |  |  |  |  |                             |

| TITULÁRNÍ bavorský král vévoda z Modeny a Reggia | TITULÁRNÍ bavorský král vévoda z Modeny a Reggia | TITULÁRNÍ bavorský král vévoda z Modeny a Reggia |
| ------------------------------------------------ | ------------------------------------------------ | ------------------------------------------------ |
| Předchůdce: Ludvík III.                          | 18. října 1921–2. srpna 1955 Ruprecht Bavorský   | Nástupce: Albrecht                               |

| Jakobitský pretendent na anglický a skotský trůn | Jakobitský pretendent na anglický a skotský trůn | Jakobitský pretendent na anglický a skotský trůn |
| ------------------------------------------------ | ------------------------------------------------ | ------------------------------------------------ |
| Předchůdce: Marie Tereza Rakouská-Este           | 3. února 1919–2. srpna 1955 Ruprecht Bavorský    | Nástupce: Albrecht                               |

| Velitel, 6. armáda                                 | Velitel, 6. armáda                             | Velitel, 6. armáda                              |
| -------------------------------------------------- | ---------------------------------------------- | ----------------------------------------------- |
| Předchůdce: Vytvořeno z IV. armádního Inspektorátu | 2. srpna 1914–28. srpna 1916 Ruprecht Bavorský | Nástupce: Generaloberst Ludwig von Falkenhausen |

| Velitel, armádní skupina Ruprechta Bavorského    | Velitel, armádní skupina Ruprechta Bavorského       | Velitel, armádní skupina Ruprechta Bavorského |
| ------------------------------------------------ | --------------------------------------------------- | --------------------------------------------- |
| Předchůdce: Vytvořeno z armádní skupiny Gallwitz | 28. srpna 1916–11. listopadu 1918 Ruprecht Bavorský | Nástupce: Zrušeno                             |